# San Carlos (Kalifornija)
San Carlos je grad u američkoj saveznoj državi Kalifornija. Prema popisu stanovništva iz 2010. u njemu je živjelo 28.406 stanovnika.